# Lycoming O-540
Lycoming O-540 ist die Bezeichnung eines Flugmotors, der einer Kolbentriebwerksfamilie des US-amerikanischen Herstellers Lycoming entstammt. Das Triebwerk wurde erstmals 1957 vorgestellt und ist heute noch in Produktion.

## Technische Merkmale
Alle Triebwerke dieser Serie sind luftgekühlte Otto-Viertakt-Boxermotoren (O für opposite, gegenüberliegend), haben sechs Zylinder mit einer Bohrung von 130,2 mm bei einem Hub von 111,1 mm. Der Hubraum beträgt, wie die Typenbezeichnung 540 aussagt, 540 Kubikzoll, entsprechend 8875 cm³. Der Motor hat eine zentrale Nockenwelle mit Stoßstangenbetätigung der Ventile. Die Zylinderbuchsen sind aus nitriertem Stahl, die Einzel-Zylinderköpfe aus einer Leichtmetalllegierung gefertigt. Andere Triebwerke des Herstellers aus derselben Familie, d. h. mit gleicher Bohrung und gleichem Hub, sind die Vierzylindermotoren Lycoming O-360 und die Achtzylinder Lycoming O-720.
Eine Variante der IO-540 ist das erste Luftfahrttriebwerk, das für den Einsatz mit Ethanol zugelassen wurde und in der Embraer EMB 202A zum Einsatz kommt.

## Bezeichnungssystematik
Verschiedene Ausführungen verfügen über zusätzliche Merkmale, die durch der Bezeichnung vorangestellte Buchstaben erkennbar sind, so z. B. I (injection) für Kraftstoffeinspritzung, AE (Aerobatic) für Kunstflugeinsatz, G (geared) für Getriebe, H (Helicopter Horizontal) für den Hubschraubereinbau in horizontaler Lage, L (Left Hand Rotation Crankshaft) für einen linkslaufenden Motor (Standard ist in Flugrichtung gesehen rechtslaufend), S (supercharger) für einen vom Motor angetriebenen Lader (Kompressor), T (turbo supercharger) für Turboaufladung und V für die Möglichkeit des Einbaus mit vertikaler Kurbelwellenlage in Hubschraubern.

## Varianten
- O-540: Ursprungstriebwerk, das am 31. Oktober 1957 zugelassen wurde. Es ist bis heute in Produktion und leistet je nach Modell zwischen 173 kW (235 PS) bei 2575 min−1 und 199 kW (270 PS) bei 2700 min−1. Es wird in einer Reihe bekannter Flugzeuge verwendet, wie etwa der Cessna 182, der Britten-Norman BN-2 Islander oder der Piper PA-23 Apache. In Deutschland hatte die Dornier Do 28 A zwei Motoren dieser Ausführung. Auch im Hubschrauber Robinson R44 kommt es zum Einsatz.

- VO-540, Variante für den vertikalen Einbau mit Gebläse zum Einsatz in Hubschraubern Bell 47 und Hiller 12. Das Triebwerk leistet 224–232 kW (305–315 PS) bei 3200 min−1. Es wurde zwischen 1958 und 1982 produziert.

- IO-540: Die erste Version des Triebwerks mit Kraftstoffeinspritzung. Die Leistung liegt zwischen 169 kW (230 PS) bei 2400 min−1 und 221 kW (300 PS) bei 2700 min−1. Zum Einsatz kommt es u. a. in der Britten-Norman BN-2 Islander, Embraer EMB 201, der  Pilatus PC-8, der Cessna 182S und der Piper PA-31 sowie in Deutschland in der Dornier Do 28 B.

- IGSO-540: Ausführung mit Kompressor und einer Leistung 279 kW (380 PS) bei 3200 min−1, die zwischen 1960 und 1978 hergestellt wurde. Sie besaß ein Getriebe mit einem Verhältnis i=0,642. Eingebaut wurde sie u. a. in die Aero Commander 680F und in Deutschland in die Skyservant.

- IGO-540: Variante mit 239 kW (325 PS) bei 3000 min−1 für die Pilatus PC-6 und Aero Commander 560F. Das Triebwerk wurde zwischen 1960 und 1977 gebaut. Es war ebenfalls mit i=0,642 übersetzt.

- TVO-540: Turboladervariante mit 224 kW bei 3200 min−1 für die Hiller 12. Das Triebwerk wurde nur zwischen 1961 und 1965 gefertigt.

- TIVO-540: Turboladervariante mit Einspritzung für die Hiller SL3 und Hiller SL4. Das Triebwerk leistete 232 kW bei 3200 min−1. Es wurde in den Jahren 1963 bis 1977 gefertigt.

- IVO-540 Variante mit 224 kW bei 3200 mi-1 die zwischen 1965 und 1977 für den Brantly 305 gefertigt wurde.

- TIO- beziehungsweise LTIO-540 sind Varianten mit einer Leistung zwischen 184 kW (250 PS) bei 2575 min−1 und 257 kW (350 PS) bei 2600 min−1. Sie wurden ab 1965 gefertigt und befinden sich nach wie vor in Produktion. Sie werden etwa bei der Cessna T 182T Turbo Skylane, der Mooney M20M Bravo oder der Piper PA-23 Turbo Aztec verwendet.

- HIO-540: Variante mit 213 kW (290 PS) bei 2575 min−1, die zwischen 1974 und 1977 angeboten wurde, jedoch nicht in einer Serie verwendet wurde.

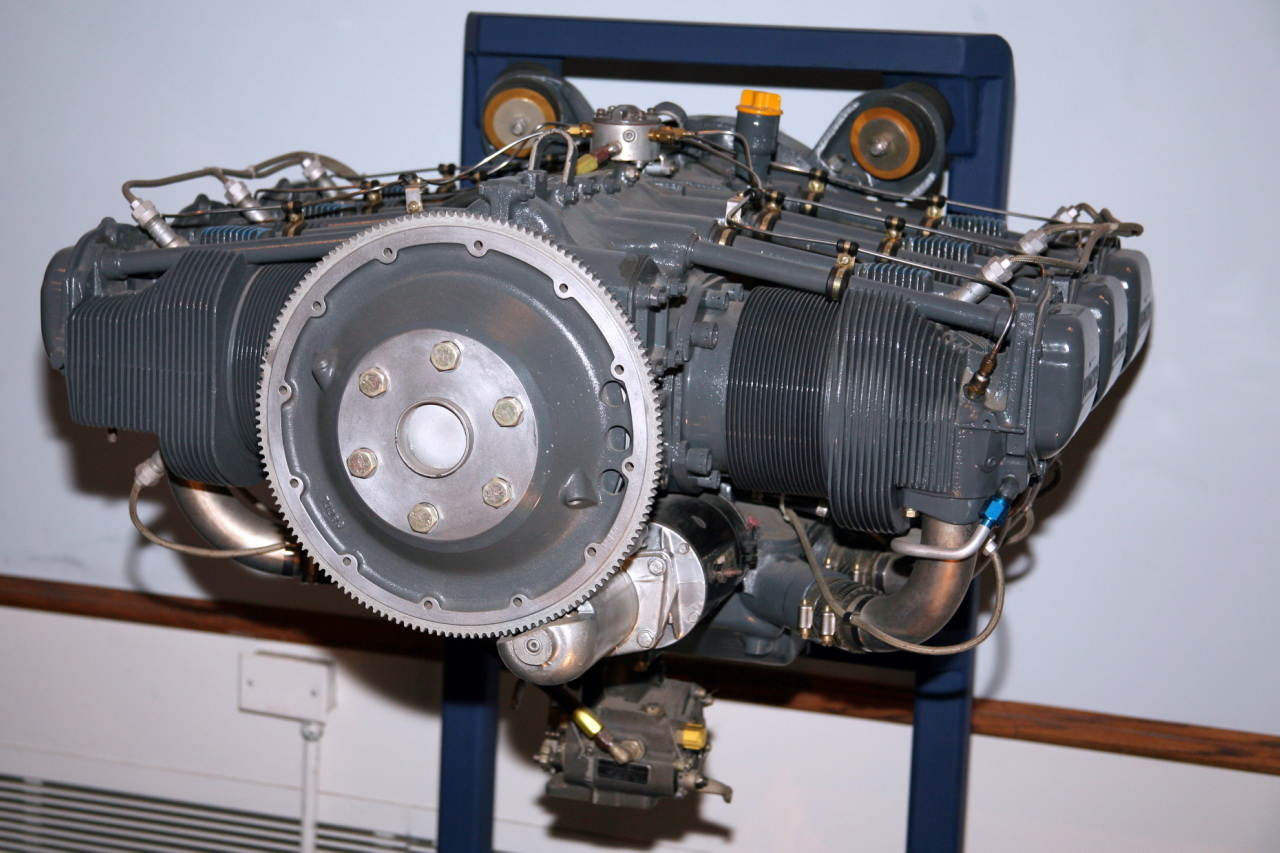
Lycoming AEIO-540-D4A5

- AEIO-540: Ab 1974 bis heute gefertigte Variante für den Kunstflug mit 191–221 kW (260–300 PS) bei 2700 min−1. Es kommt in der Pitts S-2B, der Pitts S-2C, der Utva Lasta, der Mooney M20T sowie dem deutschen Kunstflugzeug Extra 300 LP zum Einsatz.

- TIO-540NXT: Speziell getunte Variante für die Nemesis NXT zur Teilnahme am Reno Air Race mit 257 kW.

- O-540-L3C5D: Ursprungstriebwerk ergänzt um einen ungeregelten Abgasturbolader für den Einsatz in der Cessna 182 Turbo RG ab 1978 (TR182). Das Triebwerk leistet 173 kW bei 2575 min−1 und 105 kPa (31 InHg) Ladedruck. Der Verbrauch beträgt dabei 125 Liter AvGas pro Stunde.